# Mariano III de Arborea
Mariano III fue juez de Arborea entre 1304 y 1321.

## Biografía
Era hijo del juez Juan de Arborea, a quien sucedió en 1304, gobernando junto con su hermano Andreotto de Arborea hasta 1308. Su madre era Vera Cappai, de ahí que la dinastía tomara el nombre de Cappai de Bas. Los dos hermanos eran ambos hijos ilegítimos.
Tras de haber tomado en mano el gobierno como único juez, en 1312 Mariano III fue obligado a comprar mediante ciertas intrigas de la república de Pisa sus derechos de sucesión el emperador Enrique VII y poder casarse con Constanza de Montalcino por poderes. Por consiguiente, Mariano pidió contra Pisa el apoyo de la Corona de Aragón que empezaba a tener en su punto de mira la Cerdeña.
Es recordado por haber restaurado calles y puentes, por haber completado la murallas y las torres de su capital, Oristán, y finalmente por haber construido un nuevo palacio arzobispal.
Mariano III nunca conoció en vida a Costanza, su mujer por poderes, pero cohabitó con Padulesa de Serra, que le dio dos hijos, entre ellos su sucesor Hugo II de Arborea.